# Maillezais

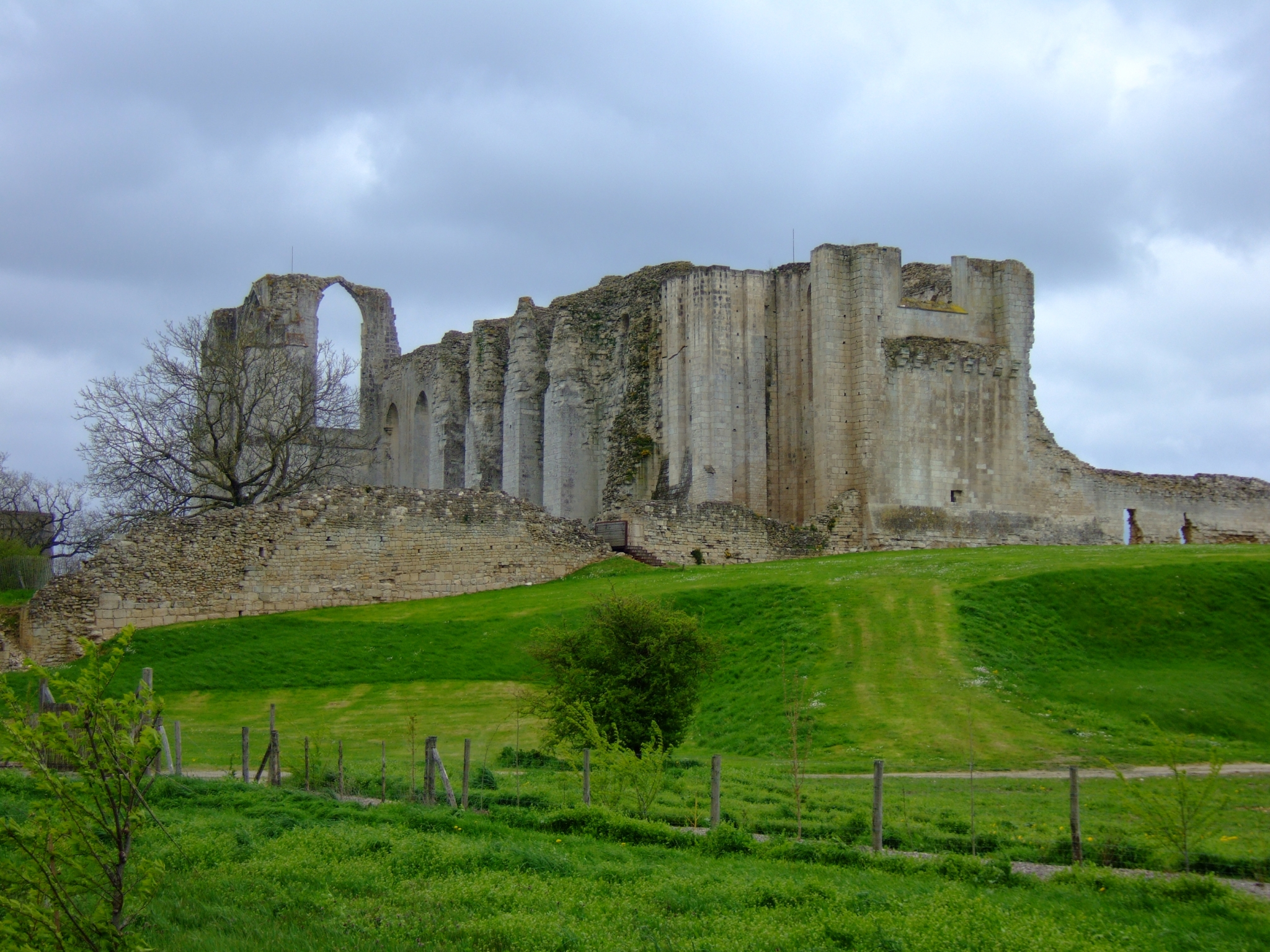
Ruderi dell'abbazia di Saint Pierre

Maillezais /majəˈzɛ/ è un comune francese di 1 015 abitanti situato nel dipartimento della Vandea nella regione dei Paesi della Loira.

## Società

### Evoluzione demografica
Abitanti censiti